# إيرل في
إيرل في هو منافس ألعاب قوى كندي، ولد في 22 مارس 1929.